# Sarah Schlitz
Sarah Schlitz (Luik, 7 december 1986) is een Belgisch politica voor Ecolo.

## Biografie
Ze was de kleindochter van Henri Schlitz, die van 1991 tot 1994 voor de socialistische PS burgemeester van Luik was.
Schlitz behaalde de diploma's van bachelor in de politieke wetenschappen, master in internationale relaties en aanvullende master in stedelijke planning en ruimtelijke ordening aan de Universiteit van Luik. Ze was van 2015 tot 2019 projectmanager en mobilisatieverantwoordelijke bij de milieuvereniging Inter-Environnement Wallonie.
Van 2011 tot 2012 werkte Schlitz als politiek adviseur en politiek opbouwwerker voor de Ecolo-afdeling van het arrondissement Namen, waarna ze van 2013 tot 2018 politiek opbouwwerkster was van de Ecolo-afdeling van het arrondissement Hoei-Borgworm. Voor Ecolo was ze van 2012 tot 2019 eveneens gemeenteraadslid van Luik. In september 2019 nam ze ontslag als gemeenteraadslid om zich op haar parlementaire functie te concentreren. In de gemeenteraad van Luik hield ze zich bezig met mobiliteit en ruimtelijke ordening en was ze vooral actief in de verdediging van de infrastructuur voor voetgangers en fietsers in de openbare ruimte. 
In oktober 2018 werd ze lid van de Kamer van volksvertegenwoordigers in opvolging van Muriel Gerkens. Bij de verkiezingen van mei 2019 werd ze als Ecolo-lijsttrekker in de kieskring Luik herkozen. Als Kamerlid ging ze zich toeleggen op de thema's vrouwenrechten, mobiliteit en klimaat.
Op 1 oktober 2020 werd Schlitz staatssecretaris voor Gendergelijkheid, Gelijke Kansen en Diversiteit in de regering-De Croo, wat ze bleef tot  aan haar ontslag op 26 april 2023 (zie onder). In haar beleid stond de strijd tegen racisme centraal, alsook de verdediging van vrouwen- en LGBT-rechten. Ook was ze verantwoordelijk  voor de verdere uitbouw van de Zorgcentra na Seksueel Geweld en lag ze aan de basis van de wetgeving om femicide als een apart misdrijf te registreren.
Na haar ontslag uit de regering nam Schlitz haar functie van Kamerlid opnieuw op. Bij de federale verkiezingen van juni 2024 werd ze als Ecolo-lijsttrekker in Luik opnieuw verkozen in de Kamer. Vervolgens werd ze aangesteld tot co-fractieleider van de Ecolo-Groen-fractie in de Kamer, een functie die ze afwisselend uitoefent met Stefaan Van Hecke.

### Zaak-Haouach
In juli 2021 lokte Schlitz' benoeming van Ihsane Haouach tot regeringscommissaris bij het Instituut voor de Gelijkheid van Vrouwen en Mannen kritiek uit. Omdat Haouach een hoofddoek droeg, was haar benoeming volgens de Franstalig liberale regeringspartij MR en de Vlaams-nationalistische oppositiepartijen N-VA en Vlaams Belang in strijd met de neutraliteit van de overheid. Bovendien werd de vrouw in een rapport van de Staatsveiligheid gelinkt aan de islamistische Moslimbroederschap en had ze in een interview uitspraken gedaan die de scheiding van kerk en staat in vraag leken te stellen, waardoor Haouach uiteindelijk ontslag moest nemen als regeringscommissaris.

### Heisa rond ongeoorloofd gebruik persoonlijk logo en ontslag als staatssecretaris
In april 2023 raakte ze opnieuw in opspraak. Het kabinet van Schlitz had in communicatie naar ontvangers van subsidies het persoonlijke logo van Schlitz gebruikt, en niet het logo van het betrokken departement, zoals dat wettelijk verplicht is. Ze diende zich hiervoor te verantwoorden voor de controlecommissie voor verkiezingsuitgaven in de Kamer en kreeg er een berisping. Ze beweerde er dat ze er niet op had aangedrongen om haar persoonlijk logo te gebruiken, en het een onhandigheid betrof van de organisaties zelf. Later bracht La Dernière Heure naar buiten dat het kabinet van de minister de door haar departement gesubsidieerde organisaties wel degelijk de opdracht had gegeven om haar persoonlijk logo toe te voegen en dat de documenten die dat bewezen na de klacht bij de controlecommissie waren aangepast. Volgens oppositiepartij N-VA bewezen deze onthullingen dat Schlitz had gelogen in het parlement en bewijzen had verdoezeld, waarna ze in de plenaire vergadering van 20 april 2023 middels een motie van wantrouwen het ontslag van de staatssecretaris vroeg. De meerderheidspartijen dienden vervolgens een eenvoudige motie in om de motie van wantrouwen op te heffen, maar door de verdeeldheid tussen de regeringspartijen over de kwestie werd geen hoogdringendheid gevraagd om over de eenvoudige motie te stemmen, waardoor de motie pas na een week zou worden gestemd. Nadat in de dagen nadien nieuwe voorbeelden uitlekten van het gebruik van Schlitz' persoonlijke logo, werd haar positie nog wankeler en op 26 april 2023 diende ze haar ontslag in als staatssecretaris.